# Гао (Манса Мали)
Ку Мамади Кейта, после вступления на престол Гао — манса империи Мали в 1300—1305 гг.

## Биография
Ку Мамади Кейта был сыном Колонкан, сестры основателя империи Сундиаты Кейта. Недолгое время Ку был членом совещательного органа империи — Гбары. В 1300 году Ку занял трон после убийства предыдущего мансы Сакуры, возвращавшегося с хаджа, который узурпировал власть и сменил династию Кейта. Ку правил под тронным именем Гао до своей смерти в 1305 году.